# Gilet tattico

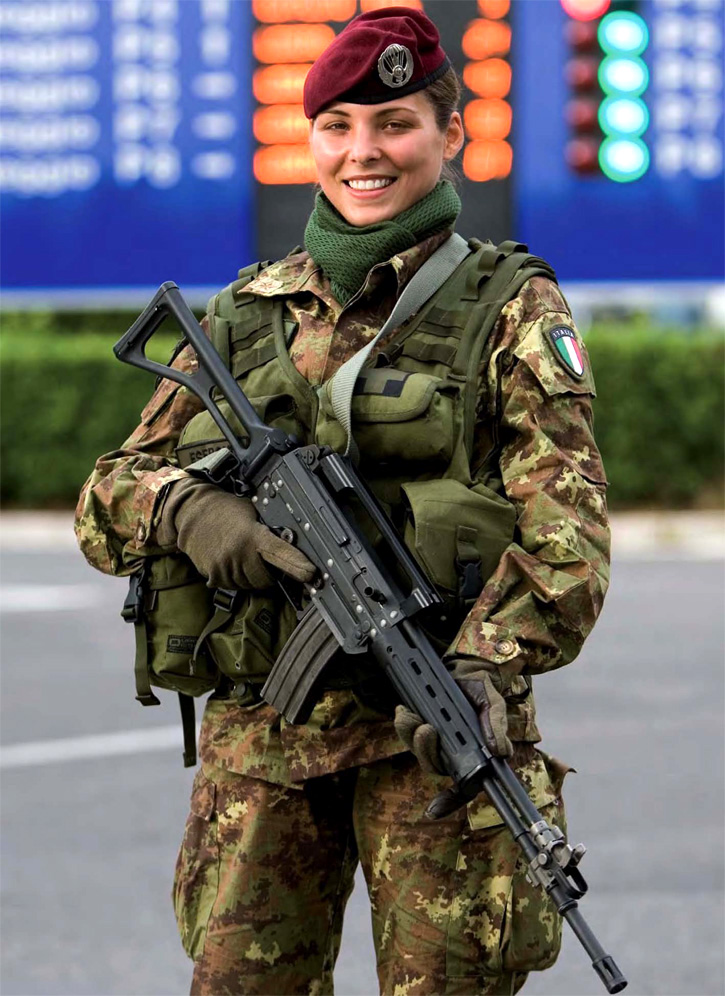
Gilet tattico MOLLE

Il gilet tattico è un indumento in uso alle forze armate, forze di polizia e PMC, il quale permette una distribuzione dell'equipaggiamento e di vari accessori in punti strategici del busto e della schiena. Ha inoltre spazi appositi per l'inserimento di piastre balistiche, assumendo la funzione protettiva dei giubbotti antiproiettile.
Questi aspetti ne danno una valenza tattica vera e propria.

## Descrizione
I gilet tattici hanno iniziato lentamente a sostituire il classico sistema "Cinturone + Spallacci ALICE" durante gli anni novanta-duemila, con l'introduzione delle protezioni balistiche personali: risultava infatti più scomodo indossare il gibernaggio classico sopra il giubbotto antiproiettile. I gilet tattici hanno rappresentato una rivoluzione nel campo militare, poiché consentono ad un soldato di portarsi appresso tutti gli accessori principali (caricatori aggiuntivi, granate, acqua, razioni alimentari, ecc.) garantendo un'ottima distribuzione del peso.
Il sistema più usato per gli agganci è il sistema MOLLE (Modular Lightweight Load-carrying Equipment), il quale permette la personalizzazione e la modulazione nella distribuzione delle tasche, quindi dei carichi, risultando sempre ottimale per ogni operatore.
Esistono molti tipi di giubbotti tattici, incontrando le esigenze di ogni soldato e reparto, potendo adattarsi al tipo di missione e/o al tipo di reparto (ad esempio esistono tattici studiati appositamente per i paracadutisti; oppure sviluppati in collaborazione ed uso esclusivo delle forze speciali) 